# 伊茲密爾灣
伊茲米爾灣是土耳其的海灣，位於愛琴海，長32公里、寬16公里，入口處於希臘島嶼萊斯博斯島以南約30公里，主要港口有伊茲米爾。

## 外部連結
- The Gulf of Izmir from space
- Walking Routes inside Izmir （页面存档备份，存于）

38°29′N 26°49′E / 38.483°N 26.817°E